# Каппелли, Питер
Питер Каппелли (англ. Peter Cappelli - 07.09.1956) один из ведущих американских специалистов в областях человеческого капитала, управления талантами.

## Образование
В 1978 году получил степень бакалавра наук Корнеллского Университета по специальности "Индустриальные отношения", а в 1983 - степень доктора философии Оксфордского университета по специальности "Рынки труда".

## Достижения к настоящему моменту
Занимает должность директора HR-Центра Вартонского Университета. Член-корреспондент Американского Национального Бюро экономических исследований, член американской Национальной Академии Управления Человеческими Ресурсами (National Academy of Human Resources) и главный редактор журнала Академия Управленческих Решений (Academy of Management Perspectives).
В 2006 году сайт Vault.com  назвал его в списке 25 самых влиятельных людей в области управления персоналом.

## Управленческая концепция
Основное поле деятельности Питера Каппелли - стратегическое консультирование крупных предприятий, городов и даже стран в области управления персоналом. В списке его клиентов "General Motors", "Ford", город Филадельфия, Государственная Судебная Система округа Пенсильвания и др.. В настоящий момент он также является личным советником короля Бахрейна. 
Питер Каппелли является настоящей "паршивой овцой" в области управления персоналом. В то время, как компании по всему миру разрабатывают схемы мотивации сотрудников, которые привязали бы их к рабочему месту на всю жизнь, Питер Каппелли считает, что бешеная скорость современных экономических процессов требует соответствующего подхода в области персонала. Работник должен постоянно развиваться и расширять круг своих обязанностей ( в этом ему должна помогать компания), а в случае остановки развития, он должен быть уволен и заменен на другого. Большая часть работы вообще должна даваться в аутсорсинг , потому, что создание курса тренингов и обеспечение развития маленькой группы работников ( например бухгалтеров ) является нецелесообразным для компании. Такие методы встречают ожесточенное сопротивление профсоюзов и соответствующих государственных учреждений, но пример "General Motors" показывает, что после выплаты всех компенсаций и судебных издержек, компания-заказчик выходит из кризиса и начинает приносить прибыль. Те три завода, реорганизацией которых руководил Каппелли существенно уменьшили свои внутренние издержки. А значит такая стратегия при должном уровне организации процесса вполне успешна и адекватна.

## Книги Питера Каппелли
- What People Earn. (London: MacDonald-Futura, 1981).
- Training and Development. Editor. (London: Dartmouth Publishing, 1994.)
- Airline Labor Relations in the Global Era. Editor. (Ithaca, NY: Cornell University ILR Press, 1995.)
- Change at Work (with Laurie Bassi, David Knoke, Harry Katz, Paul Osterman, and Michael Useem). (New York: Oxford University Press, 1996).
- The New Deal at Work: Managing the Market-Based Employment Relationship. (Boston: Harvard Business School Press, 1999.)
- Japanese edition, 2001 (3rd printing). Selected as one of the 10 best business books of 2001 by academics surveyed by Weekly Diamond magazine. Spanish edition, 2001, Chinese edition, 2002.
- Employment Strategies: Why Similar Companies Manage Differently. Editor. (New York: Oxford University Press, 1999.)
- The Changing Nature of Work (as a member of the Committee on Techniques for the Enhancement of Human Performance). Washington, D.C.: National Academy Press, a Report of the National Research Council, 2000.
- Employment Relations: The Future of White Collar Work. (editor). Cambridge: Cambridge University Press, 2007.
- Talent on Demand: Managing Talent in an Age of Uncertainty. Boston: Harvard Business School Press, 2008. Japanese edition, 2008. .

## Блог
Питер Каппелли активно ведет блог на HReonline.com .